# Бруно да Силва, Кайки
Ка́йки Бру́но да Си́лва (порт.-браз. Kaiki Bruno da Silva; род. 8 марта 2003, Бетин), более известный, как Кайки (Kaiki) — бразильский футболист, защитник клуба «Крузейро».

## Клубная карьера
Кайки — воспитанник клуба «Крузейро». 2 апреля 2021 года в матче Лиги Минейро против «Томбенсе» игрок дебютировал за основной состав. 18 сентября 2022 года в матче против КРБ он дебютировал в бразильской Серии B. По итогам сезона Бруно помог команде выйти в элиту. 

## Международная карьера
В 2023 году в составе молодёжной сборной Бразилии Кайки стал победителем молодёжного чемпионата Южной Америки в Колумбии. На турнире он сыграл в матчах против сборных Венесуэлы, Аргентины, Уругвая, Колумбии и Парагвая.

## Достижения

### Командные
Сборная Бразилии (до 20 лет)
- Чемпион Южной Америки среди молодёжных команд: 2023